# Liste des aéroports au Yémen
Cette liste recense les aéroports au Yémen, classés par lieu.

## Aéroports
| Ville                    | Gouvernorat           | OACI | AITA | Aéroport                                             | Coordonnées                  |
| ------------------------ | --------------------- | ---- | ---- | ---------------------------------------------------- | ---------------------------- |
| Abbs (Abbse)             | Gouvernorat de Hajjah | OYAB | EAB  | Abbs Airport (Abbse Airport)                         | 16° 00′ 40″ N, 43° 10′ 40″ E |
| Aden                     | Gouvernorat d'Aden    | OYAA | ADE  | Aéroport d'Aden                                      | 12° 49′ 46″ N, 45° 01′ 44″ E |
| Al Bayda'                | Al Bayda'             | OYBI | BYD  | Al Bayda' Airport                                    | 14° 06′ 20″ N, 45° 26′ 25″ E |
| Al Ghaydah               | Al Mahrah             | OYGD | AAY  | Aéroport Al Ghaydah                                  | 16° 11′ 30″ N, 52° 10′ 30″ E |
| Al Hazm                  | Al Jawf               | OYZM |      | Al Hazm Airport                                      | 16° 12′ 30″ N, 44° 47′ 30″ E |
| Al Buq (Albuq, Al Bough) | Saada                 | OYBQ | BUK  | Albuq Airport (Al Bough Airport)                     | 17° 21′ 00″ N, 44° 37′ 30″ E |
| Ataq                     | Shabwah               | OYAT | AXK  | Ataq Airport                                         | 14° 33′ 04″ N, 46° 49′ 34″ E |
| Beihan                   | Shabwah               | OYBN | BHN  | Beihan Airport                                       | 14° 46′ 55″ N, 45° 43′ 12″ E |
| Dathina                  | Abyan                 |      | DAH  | Dathina Airport                                      | 13° 52′ 00″ N, 46° 08′ 00″ E |
| Ad Dali'                 | Ad Dali'              |      | DHL  | Dali' Airport                                        | 13° 44′ 15″ N, 44° 43′ 45″ E |
| Hodeida (Al Hudaydah)    | Al Hudaydah           | OYHD | HOD  | Hodeida International Airport                        | 14° 45′ 11″ N, 42° 58′ 35″ E |
| Kamaran (Kamaran Island) | Al Hudaydah           | OYKM | KAM  | Kamaran Airport                                      | 15° 21′ 40″ N, 42° 36′ 40″ E |
| Marib (Ma'rib)           | Ma'rib                | OYMB | MYN  | Marib Airport                                        | 15° 28′ 10″ N, 45° 19′ 40″ E |
| Mukalla                  | Hadhramaut            | OYRN | RIY  | Riyan International Airport (Riyan Mukalla Airport)  | 14° 39′ 45″ N, 49° 22′ 30″ E |
| Mukeiras (Mukayras)      | Abyan                 | OYMK | UKR  | Mukeiras Airport                                     | 13° 56′ 10″ N, 45° 39′ 20″ E |
| Qishn                    | Al Mahrah             | OYQN | IHN  | Qishn Airport                                        |                              |
| Sa'dah                   | Saada                 | OYSH | SYE  | Aéroport de Saadah (en)                              | 16° 58′ 00″ N, 43° 43′ 45″ E |
| Sana'a                   | Sana'a                | OYSN | SAH  | Aéroport international El Rahaba (El Rahaba Airport) | 15° 28′ 35″ N, 44° 13′ 11″ E |
| Say'un                   | Hadhramaut            | OYSY | GXF  | Aéroport de Say'un (Seiyun Hadhramaut Airport)       | 15° 57′ 58″ N, 48° 47′ 17″ E |
| Socotra                  | Hadhramaut            | OYSQ | SCT  | Aéroport de Socotra                                  | 12° 37′ 50″ N, 53° 54′ 20″ E |
| Ta'izz (Taiz)            | Ta'izz                | OYTZ | TAI  | Aéroport de Ta'izz (en)                              | 13° 41′ 09″ N, 44° 08′ 21″ E |

## Localisations
| Ta'izz Socotra Say'un Sana'a Al Ghaydah Aden Ta'izz |